# Luca Coscioni

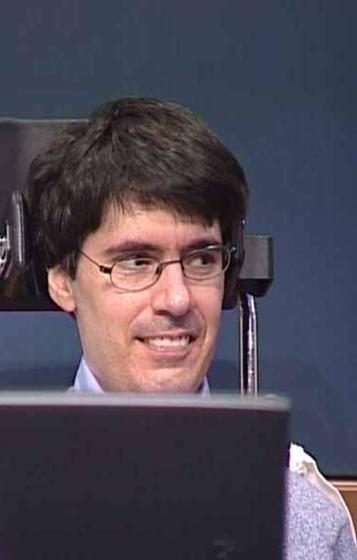

Luca Coscioni (Orvieto, 16 juli 1967 – aldaar, 20 februari 2006) was een Italiaanse politicus voor de Partito Radicale (de Radicale Partij). Sinds 2000 was hij voorzitter van deze partij.
Coscioni kreeg bekendheid door zijn strijd voor de wettelijke vrijheid om wetenschappelijk onderzoek te mogen verrichten op menselijke stamcellen teneinde mogelijkerwijs allerlei ziektes te kunnen genezen. Een Italiaans referendum in 2005 hierover haalde het vanwege verzet van de katholieke kerk uiteindelijk niet.
Coscioni leed zelf aan de ziekte amyotrofe laterale sclerose (ALS) waardoor hij langzaam maar zeker geheel verlamd raakte. Coscioni overleed op 38-jarige leeftijd.